# Hell in a Cell (2020)
Hell in a Cell (2020) — двенадцатое по счёту шоу Hell in a Cell, PPV-шоу производства американского рестлинг-промоушна WWE. Шоу прошло 25 октября 2020 года (первоначально должно пройти 1 ноября) в «Эмвэй-центре» в Орландо, Флорида.

## Производство

### Предыстория
Hell in a Cell — ежегодное гиммиковое PPV, выпускаемая от WWE обычно в октябре с 2009 года. Концепция шоу от WWE исходит из установленной клетки в матче, в котором рестлеры сражаются внутри 20-футовой (6,1 м.) крытой клеточной конструкции, окружающей ринг и зону ринга. Главный матч карда оспаривается в соответствии с условием Hell in a Cell. Hell in a Cell (2020) стал двенадцатым событием в своей хронологии и включало в себя рестлеров из брендов Raw и SmackDown.

#### Последствия пандемии COVID-19
В результате пандемии COVID-19 WWE представляла большую часть своих шоу из Подготовительного центра WWE в Орландо, штат Флорида, с середины марта без присутствия фанатов, хотя в конце мая промоушен начал использовать стажеров Подготовительного центра в качестве живой аудитории, которая в середине июня была дополнительно расширена до друзей и членов семьи рестлеров. 17 августа WWE объявила, что в «обозримом будущем» все будущие еженедельники и PPV будут проходить в Amway Center, более крупном месте, также расположенном в Орландо, начиная с эпизода SmackDown 21 августа. Кроме того, шоу теперь имеют новый опыт просмотра фанатов под названием «ThunderDome», который использует дроны, лазеры, пиротехнику, дым и проекции. Около тысячи светодиодных досок были установлены в центре Amway, чтобы болельщики могли практически бесплатно посещать мероприятия и быть замеченными на рядах и рядах светодиодных досок. Звук арены также смешивается с звуком виртуальных болельщиков, так что можно услышать крики болельщиков. Сам Hell in a Cell изначально планировался на 1 ноября, но был перенесён на 25 октября; это изменение, как сообщается, было сделано после того, как первоначальный контракт WWE с Центром Amway истёк 31 октября.

### Сюжетные линии
Шоу состояло из семи матчей (трое из которых в клетке), в том числе одного на пре-шоу Кикофф. Поединки происходили из сценарных сюжетных линий, где рестлеры изображали героев, злодеев или менее различимых персонажей в сценарных линих, которые создавали напряжение и завершались реслинг матчей или серией матчей. Результаты были предопределены сценаристами WWE на бренды Raw и SmackDown, как и сюжетные линии созданные на еженедельных телевизионных шоу WWE, Monday Night Raw и Friday Night SmackDown.
На Clash of Champions Роман Рейнс победил Джея Усо, тем самым сохранив за собой Вселенское Чемпионство WWE после того, как раненый брат Джея Джимми Усо бросил полотенце, чтобы остановить Рейнса от повторного нападения на Джея и заставить его признать Рейнса вождем племени семьи Аноа’И. Хотя Джей отказался, Джимми же неохотно после матча признал Рейнса вождём племени. На следующем выпуске SmackDown была проведена торжественная церемония коронации Рейнса как вождя племени. Однако Рейнс отказался назвать себя таковым из-за того, что Джей не признает его, и Рейнс вызвал Джея на разговор. После того, как Джей продолжил следить за Вселенским чемпионом, Рейнс дал Джею еще один тайтл-шот в адской клетке с «самыми высокими ставками в любом матче в истории WWE», который Джей принял. На следующий день матч был подтверждён как ад в клетке. На следующей неделе Рейнс заявил, что хочет услышать, как Джей скажет «Я ухожу», превратив матч в первый в истории матч «я ухожу», оспариваемый внутри ада в клеточной структуре. На эпизоде от 23 октября, после того как Usos обманули Рейнса, что привело к тому, что Рейнс попал в засаду от Джея, Рейнс заявил, что после того, как он заставит Джея сказать «Я ухожу», Джей и Джимми должны будут подчиниться приказам и признать Рейнса вождем племени, иначе Усо и их ближайшие родственники будут изгнаны из семьи Аноа’И.
На Саммерсламе Дрю Макинтайр победил Рэнди Ортона, защитив чемпионство WWE. Ортон заработал себе реванш за титул на Clash of Champions, где Макинтайр сохранил титул еще раз, и на этот раз в матче скорой помощи. Во время этого матча несколько легенд, на которых Ортон нападал в течение последних нескольких месяцев, вернулись, чтобы отомстить Ортону, включая Биг Шоу, Кристиана, Шона Майклза и Рика Флэра, который вёл машину скорой помощи. Хотя Макинтайр праздновал с легендами на следующем Raw, Ортон атаковал всех легенд за кулисами в их частной гостиной перед концом шоу. На следующей неделе Ортон бросил вызов Макинтайру в матче Ад в клетке за титул на одноименном ППВ, который Макинтайр принял.
На «Payback» Бейли и Саша Бэнкс проиграли Командные чемпионства WWE среди женщин. На следующем выпуске SmackDown им не удалось вернуть себе титулы. После матча Бейли начала жестоко избивать Сашу Бэнкс, совершив фейстерн последней. После того, как Бейли защитила своё Женское чемпионство WWE SmackDown по дисквалификации на Clash of Champions, появилась Бэнкс и напала на Бейли со стальным стулом. На следующем выпуске SmackDown Бэнкс бросила вызов Бейли за титул на следующем эпизоде SmackDown. Бэнкс выиграла матч по дисквалификации после того, как Бейли напала на нее со стальным стулом. В закулисном сегменте Бэнкс вызвала Бейли на еще один матч внутри адской клетки за титул, одноимённого ППВ, который был подтверждён на следующий день.
В мае Джефф Харди был вовлечен во фьюд с Шеймусом, который видел последнюю попытку использовать прошлые проблемы Харди с алкоголем. Во время сегмента в эпизоде SmackDown от 29 мая Шеймус подставил Харди, который был арестован после того, как якобы врезался в Элайаса своей машиной, находясь в состоянии алкогольного опьянения. Это также вывело Элайаса из строя на пять месяцев. Харди и Элайас позже были задрафтованы на бренд Raw (2020 WWE Draft) в эпизоде Raw от 12 октября, где Элайас вернулся и напал на Харди, стоило ему его матча, полагая, что Харди не был подставлен и на самом деле ударил его своей машиной. На следующей неделе, после музыкального сегмента Элайаса, Харди (который был замаскирован под одного из членов группы Элиаса) попытался напасть на Элайаса, которому удалось убежать. В закулисном интервью Элиас вызвал Харди на одиночный матч на Hell in a Cell, который был официально объявлен.
В начале сентября Миз и Джон Моррисон попытались украсть у Отиса чемодан Money in the bank, который он выиграл на ППВ Money in the Bank еще в мае, но они потерпели неудачу во многих попытках. Затем Миз убедил руководство перевести подружку Отиса Мэнди Роуз на Raw, чтобы «помочь Отису», сосредоточиться на использования контракта, однако после оскорблений Отис напал на Миз и Моррисона. Тогда Миз пригрозил подать в суд на Отиса, если он не лишится чемодана Money in the bank. Отис, поддержанный своим партнером по команде Heavy Machinery Такером, заявил, что он не откажется от контракта. Во время драфта WWE 2020 года Отис оставался на SmackDown, в то время как Такер, Миз и Моррисон были все задрафтованы в Raw, несмотря на то, что они были призваны разделить бренды, судебный процесс над чемоданом Money in the bank начался 23 октября в эпизоде SmackDown с легендой WWE Джоном «Брэдшоу» Лейфилдом (JBL), выступающим в качестве судьи. После слушания дела JBL первоначально вынес решение в пользу Отиса, однако Миз предоставил в последнюю минуту доказательства (взяточничество), поэтому JBL изменил свое решение в пользу Миза и приказал, чтобы Отис защищал свой чемодан Money in the bank против Миза на Hell in a Cell.

## Результаты
| №                                                    | Матч                                                                       | Тип матча | Время | Оценки (по 5-бальной шкале) Дейва Мельтцера | Рейтинг (оценивается по 10-бальной шкале) пользователей сайта Cagematch.net Архивная копия от 4 ноября 2020 на Wayback Machine |
| ---------------------------------------------------- | -------------------------------------------------------------------------- | --- | ----- | ------------------------------------------- | --- |
| 1P                                                   | R-Truth (с) победил Дрю Гулака                                             | Титульный матч за 24/7 чемпионство WWE | 5:25  | 1,75 звезды                                 | 3,70 балла |
| 2                                                    | Роман Рейнс (c) (с Полом Хейманом) победил Джея Усо                        | Титульный матч в Адской клетке по правилам Я сдаюсь за Вселенское Чемпионство WWE C тех пор как Джей ушел, он и его брат Джимми Усо должны подчиняться приказам и признать Рейнса вождем племени. В противном случае если они откажутся, то Усо их ближайшие родственники будут изгнаны из семьи Аноа'и. | 29:20 | 3,5 звезды                                  | 7.83 балла |
| 3                                                    | Элайас победил Джеффа Харди по дисквалификации                             | Одиночный матч | 7:50  | 1 звезда                                    | 3.16 балла |
| 4                                                    | Миз (с Джоном Моррисоном) победил Отиса (обладателя контракта) (с Такером) | Матч за Чемодан Money in the bank | 7:25  | 2 звезды                                    | 3.85 балла |
| 5                                                    | Саша Бэнкс победила Бейли (с) по болевому                                  | Титульный матч в Адской клетке за Чемпионство WWE SmackDown среди женщин | 26:35 | 4.25 звезды                                 | 8.80 балла |
| 6                                                    | Бобби Лэшли (с) победил Слэпджека по болевому                              | Титульный матч за Чемпионство Соединённых Штатов WWE | 3:50  | 0.5 звезды                                  | Не подходит для голосования: малая продолжительность матча                                                                     |
| 7                                                    | Рэнди Ортон победил Дрю Макинтайра                                         | Титульный матч в Адской клетке за Чемпионство WWE | 30:35 | 4.25 звезды                                 | 6.74 балла |
| (с) — чемпион на момент поединка P — матч на пре-шоу |                                                                            | |       |                                             | |

## Заметки
1. ↑  Мероприятие проходило без зрителей из-за пандемии COVID-19 в Соединенных Штатах, хотя в нем участвовала живая толпа виртуальных фанатов через просмотр ThunderDome от WWE.